# Propad uhlíku

Diagram uhlíkového cyklu. Černá čísla ukazují, jak je uhlík přítomen v různých úložištích v miliardách tun (Gt). Modrá čísla ukazují, kolik uhlíku se ročně vymění mezi jednotlivými úložišti.

Propad uhlíku je přírodní nebo umělý rezervoár, kde se hromadí a ukládá uhlík buď dočasně a nebo trvale. Proces, při kterém propady uhlíku odstraňují oxid uhličitý (CO2) z atmosféry je znám jako vázání (sekvestrace) uhlíku. Zájem a povědomí veřejnosti o významu propadů CO2 vzrostl od doby přijetí Kjótského protokolu, který podporuje jejich použití jako formu uhlíkové kompenzace. Existují různé strategie používané pro zlepšení tohoto procesu.
Přírodní propady uhlíku jsou:
- Absorpce oxidu uhličitého oceány prostřednictvím fyzikálně-chemických a biologických procesů
- Půda a vodstvo na pevnině.[1]
- Fotosyntéza suchozemskými rostlinami.

Přírodní propady jsou obvykle mnohem větší než propady umělé. Hlavní umělé propady uhlíku jsou:
- Skládkování[2][3]
- Návrhy na zachycování a ukládání uhlíku.

Mezi zdroje uhlíku patří:
- Spalování fosilních paliv (uhlí, zemního plynu a ropy) lidmi pro účely energetiky a dopravy[4]
- Požáry/hoření (spalováním)
- Zemědělská půda (dýchání zvířat); existují zde návrhy na zlepšení zemědělských postupů, které by zvrátily tento proces.